# Европско првенство у атлетици у дворани 1972 — 400 метара за мушкарце
Такмичење у дисциплини трка на 400 метара у мушкој конкуренцији на трећем Европском првенству у атлетици у дворани 1972. одржано је у Палати спортова у Греноблу, Француска, 11. марта квалификације и полуфинале, а 12. марта финале.
Титулу освојену у Софији 1970. није бранио Анджеј Баденски из Пољске.

## Земље учеснице
Учествовало је 9 такмичара из 7 земаља.
1. Белгија (1)
2. Западна Немачка (2)
3. Источна Немачка (2)
4. Југославија (1)
5. Француска (1)
6. Чехословачка (1)
7. Шпанија (1)

## Рекорди
Извор:
| Рекорди пре почетка Европског првенства у дворани 1972.     | Рекорди пре почетка Европског првенства у дворани 1972. | Рекорди пре почетка Европског првенства у дворани 1972. | Рекорди пре почетка Европског првенства у дворани 1972. | Рекорди пре почетка Европског првенства у дворани 1972. | Рекорди пре почетка Европског првенства у дворани 1972. |
| ----------------------------------------------------------- | ------------------------------------------------------- | ------------------------------------------------------- | ------------------------------------------------------- | ------------------------------------------------------- | ------------------------------------------------------- |
| Светски рекорд                                              | Анджеј Баденски                                         | Пољска                                                  | 6,4 пф                                                  | Беч, Аустрија                                           | 15. март 1970.                                          |
| Светски рекорд                                              | Александар Братчиков                                    | СССР                                                    | 6,4 пф                                                  | Беч, Аустрија                                           | 15. март 1970.                                          |
| Европски рекорд                                             | Анджеј Баденски                                         | Пољска                                                  | 6,4 пф                                                  | Беч, Аустрија                                           | 15. март 1970.                                          |
| Европски рекорд                                             | Александар Братчиков                                    | СССР                                                    | 6,4 пф                                                  | Беч, Аустрија                                           | 15. март 1970.                                          |
| Рекорди европских првенстава                                | Анджеј Баденски                                         | Пољска                                                  | 6,4 пф                                                  | Беч, Аустрија                                           | 15. март 1970.                                          |
| Рекорди европских првенстава                                | Александар Братчиков                                    | СССР                                                    | 6,4 пф                                                  | Беч, Аустрија                                           | 15. март 1970.                                          |
| Рекорди после завршеног Европског првенства у дворани 1972. |                                                         |                                                         |                                                         |                                                         |                                                         |
| Нових рекорда није било.                                    |                                                         |                                                         |                                                         |                                                         |                                                         |

## Освајачи медаља
|                              |                            |                                  |
| Георг Никлес Западна Немачка | Улрих Рајх Западна Немачка | Волфганг Милер ' Источна Немачка |

## Резултати
У квалификацијама такмичари су били подељени у три групе:1. са 4, а 2. са 3 и 3. са два такмичара. У полуфинале су се пласирали по два првплласирана такмичара из све три групе (КВ) и двојица по постигнутом резултату (кв).

### Квалификације
| Позиција | Група | Атлетичар            | Земља           | Резултат | Белешка |
| -------- | ----- | -------------------- | --------------- | -------- | ------- |
| 1.       | 2     | Волфганг Милер       | Источна Немачка | 47,56    | КВ      |
| 2.       | 2     | Улрих Рајх           | Западна Немачка | 47,57    | КВ      |
| 3.       | 1     | Алфонсо Габерне      | Шпанија         | 47,83    | КВ НР   |
| 4.       | 1     | Георг Никлес         | Западна Немачка | 47,84    | КВ      |
| 5.       | 1     | Лучано Сушањ         | Југославија     | 47,84    | кв      |
| 6.       | 1     | Вили Ванденвингерден | Белгија         | 48,64    | кв      |
| 7.       | 3     | Бено Штопс           | Источна Немачка | 49,93    | КВ      |
| 8.       | 2     | Жан-Пјер Сгар        | Француска       | 49,33    |         |
| 9.       | 3     | Франтишек Штрос      | Чехословачка    | 51,67    | КВ      |

### Полуфинале
У полуфиналу такмичари су били подељени у две групе по четворица. За финалну трку су се квалификовала по двојица првопласираних из обе групе (КВ).
| Позиција | Група | Атлетичар            | Земља           | Резултат | Белешка |
| -------- | ----- | -------------------- | --------------- | -------- | ------- |
| 1.       | 1     | Улрих Рајх           | Западна Немачка | 47,58    | КВ      |
| 2.       | 1     | Алфонсо Габерне      | Шпанија         | 47,63    | КВ НР   |
| 3.       | 1     | Бено Штопс           | Источна Немачка | 47,75    |         |
| 4.       | 1     | Лучано Сушањ         | Југославија     | 47,85    |         |
| 5.       | 2     | Волфганг Милер       | Источна Немачка | 47,99    | КВ      |
| 6.       | 2     | Георг Никлес         | Западна Немачка | 48,06    | КВ      |
| 7.       | 2     | Вили Ванденвингерден | Белгија         | 48,77    |         |
| 8.       | 2     | Франтишек Штрос      | Чехословачка    | 49,55    |         |

### Финале
| Пласман | Атлетичар       | Земља           | Резултат | Белешка |
| ------- | --------------- | --------------- | -------- | ------- |
|         | Георг Никлес    | Западна Немачка | 47,24    |         |
|         | Улрих Рајх      | Западна Немачка | 47,42    |         |
|         | Волфганг Милер  | Источна Немачка | 47,42    |         |
| 4.      | Алфонсо Габерне | Шпанија         | 47,66    |         |

## Укупни биланс медаља у трци на 400 метара за мушкарце после 3. Европског првенства на отвореном 1970—1972.
|    | Земља           |   |   |   |   |
| -- | --------------- | - | - | - | - |
| 1. | СССР            | 1 | 1 | 2 | 4 |
| 2. | Пољска          | 1 | 1 | 0 | 2 |
| 2. | Западна Немачка | 1 | 1 | 0 | 2 |
| 4. | Источна Немачка | 0 | 0 | 1 | 1 |
|    | Укупно {4}      | 3 | 3 | 3 | 9 |

|    | Атлетичар            | Земља  |   |   |   |   |
| 1. | Анджеј Баденски      | Пољска | 1 | 1 | 0 | 2 |
| 2. | Александар Братчиков | СССР   | 1 | 0 | 1 | 2 |
| -- | -------------------- | ------ | - | - | - | - |